# ウイングベイ小樽
ウイングベイ小樽（ウイングベイおたる、WING BAY OTARU）は、北海道小樽市に所在する大型複合商業施設（ショッピングセンター）である。
小樽築港駅の貨物ヤード跡地の土地区画整理事業「小樽築港駅周辺地区土地区画整理事業」に伴う再開発により、マイカル（当時）が建設した大型商業施設「マイカル小樽」として開業した。

## 歴史

### マイカルグループによる開発
小樽市は、1985年（昭和60年）策定の『小樽港港湾計画』において小樽築港駅周辺地区の土地利用の見直しを決定し、ウォーターフロント開発に民間活力を導入する計画を立てた。
1990年（平成2年）に小樽市がマイカルグループと再開発について協議し、翌1991年にマイカルグループが北海道旅客鉄道（JR北海道）などから出資を受け株式会社小樽ベイシティ開発を設立。会社設立後に国鉄清算事業団から18.3haの土地を取得した。再開発地区の基盤整備は小樽市による土地区画整理事業「小樽築港駅周辺地区土地区画整理事業」（ふるさとの顔づくりモデル土地区画整理事業）として1994年（平成6年）に区域が決定し、1996年（平成8年）から事業を着工した。
複合商業施設は1997年（平成9年）に着工し、1999年（平成11年）に日本国内最大級（当時）となる大型複合商業施設「マイカル小樽」として開業した。
当施設は「マリンロード」で小樽築港駅と直結し、さらにホテル「グランドパーク小樽」（旧・ヒルトン小樽）と直結している。

### 経営破綻と差押え
2001年（平成13年）、マイカルの経営破綻に連鎖して小樽ベイシティ開発も民事再生法を申請した。同年10月に民事再生手続開始の決定を受けた。負債総額は約492億円であった。
2003年（平成15年）に施設名を「ウイングベイ小樽」と改称して再スタートした。しかし多額の固定資産税滞納が続いたことから、2003年9月に小樽市はウイングベイ小樽の土地を差押えた。また同年には、市がマイカル小樽と合わせて誘致したホテル「ヒルトン小樽」も経営破綻し民事再生法を申請している。
ポスフール（旧：マイカル北海道）は日本政策投資銀行が持っていた債権133億円を譲受し、旧・マイカル北海道が持っていた61億円を合わせた別除権の付いた債権約194億円を所有した。小樽ベイシティ開発の民事再生計画案では、認可決定確定後1年以内かつ一般再生債権に対する支払前に別除権協定を締結するとしていたものの、予定時期までに協定を締結できず、2005年（平成17年）に民事再生手続は協定未定のまま終結された。
2007年（平成19年）8月10日、小樽ベイシティ開発は債権を減免するため、ポスフール（現：イオン北海道）に対する特定調停の申立てを札幌地方裁判所に起こし、この特定調停により小樽市は同年9月に差押えをいったん解除した。翌2008年（平成20年）、別除権付債権の取扱いについて評価額など約29億円を一括弁済することで中間合意していた。しかし、経営再建のスポンサーに名乗り出ていた北武グループとの交渉が難航したため、弁済期限の延長を申し入れていた。
その後、北武グループは経営再建から撤退し、イオン北海道など他の債権者との合意に至らなかったため、2009年（平成21年）に特定調停は取り下げられた。これによりイオン北海道は2回目の特定調停が成立した後、2012年（平成24年）10月からはイオン北海道がイオン小樽店の賃料を支払わない措置などを取った。
2017年（平成29年）2月10日、小樽市は特定調停の申立てにより解除していたウイングベイ小樽の土地を再び差押えた。同年には企業再生ファンド（プライベート・エクイティ・ファンド）のルネッサンスキャピタルがイオン北海道が保有する債権を買い取って小樽ベイシティ開発のスポンサーとなり、債務圧縮を目的とする2度目の民事再生法適用を申請した（負債総額は約280億円）。その後、小樽市も再び2018年３月に差し押さえを解除した。今後は、ルネッサンスキャピタルによって再建を進める。

### ウエルネスタウンとしての街の再生
2020年（令和2年）7月、済生会北海道支部との間で小樽築港地区におけるウエルネスタウン構築に関する協定を締結。2021年（令和3年）3月にはウイングベイ小樽内に、済生会地域ケアセンターを済生会小樽病院から移転し、新規事業として発達支援センターきっずてらすを開業した。同時に地域の課題解決のための健康福祉ゾーン済生会ビレッジを開設し、ウエルネスタウン構想の基幹事業をスタートしている。
また、2022年（令和4年）12月にウエルネスタウンとして福祉、医療、介護系の教育機関や介護サービス付き高齢者住宅等の土地利用を可能とするため、小樽市に地区計画変更を提案し、条例の一部改訂となった。

### 小樽市による支援
その後、ウイングベイ小樽には正看護師養成学校の開設の構想も出たが実現しなかった。
2023年（令和5年）12月14日、小樽市は小樽市保健所と小樽市総合福祉センターをウイングベイ小樽4階に2025年4月にも移転する方針を発表した。
2024年（令和6年）12月2日、小樽市保健所・こども家庭課が1番街4階に移転した。
2025年（令和7年）4月1日、小樽市総合福祉センターが1番街4階に移転した。

## 沿革
- 1985年（昭和60年） - 小樽市が『小樽港港湾計画』を策定、小樽築港駅周辺地区再開発を決定[7]。
- 1990年（平成2年） - 小樽市が、再開発を担う民間事業者としてマイカルグループと協議。
- 1991年（平成3年）11月11日 - マイカルグループがJR北海道などから出資を受け、株式会社小樽ベイシティ開発を設立[7]。
- 1999年（平成11年）3月11日 - マイカル運営の「マイカル小樽」として開業。
- 2001年（平成13年） - マイカルの民事再生法申請に連鎖して、小樽ベイシティ開発も民事再生法申請
- 2003年（平成15年）3月21日 - マイカル小樽が「ウイングベイ小樽」に改称。
- 2017年（平成29年）
  - ルネッサンスキャピタルがイオン北海道保有の債権買取[21][22]。
  - 12月7日 - 小樽ベイシティ開発が2度目の民事再生法申請[23][26][34]。
- 2024年（令和6年）12月　- 小樽市保健所が1番街4階に移転 [31]

## 小樽ベイシティ開発
小樽ベイシティ開発（おたるベイシティかいはつ）は、北海道小樽市に本社を置く日本の企業。マイカル小樽の開発にあたり、マイカルグループが北海道旅客鉄道（JR北海道）などの出資によって設立した。商業施設「ウイングベイ小樽」の管理運営を事業内容とする。

## フロアとテナント
ホテルのグランドパーク小樽、核店舗のイオン小樽店・イオンシネマ小樽と120の専門店で構成される。
| 階     | １番街                                   | ２番街                                   | ３番街（グランドパーク小樽）                                               | ５番街                              | ６番街（イオン）                                                                          |
| ------ | ---------------------------------------- | ---------------------------------------- | -------------------------------------------------------------------------- | ----------------------------------- | ----------------------------------------------------------------------------------------- |
| 9-18階 |                                          |                                          | ホテル 客室                                                                |                                     |                                                                                           |
| 8/R階  | 立体駐車場                               | 立体駐車場                               | ホテル 客室                                                                |                                     |                                                                                           |
| 5-7階  | 立体駐車場                               | 立体駐車場                               | ホテル 客室                                                                |                                     |                                                                                           |
| 4階    | 小樽市保健所                             | イオンシネマ小樽                         | スポーツ＆スパリゾート小樽ソプラティコ（休業中）                           | 専門店街 小樽ベイシティ開発オフィス | ※閉鎖中(ただしイベントスペースとして貸し出し中。雪ミクなどのイベントで年数回解放される。) |
| 3階    | 専門店街                                 | 専門店「ニトリ」                         | 専門店街                                                                   | 専門店街                            | 子供の街                                                                                  |
| 2階    | 専門店街 フードコート                    | 専門店街                                 | 専門店街 ホテルグランドパーク小樽 レストラン・バー・ラウンジ・パティセリー | 専門店街 飲食街                     | 婦人・紳士の街                                                                            |
| 1階    | スーパービバホーム（専用駐車場１５０台） | スーパービバホーム（専用駐車場１５０台） | 専門店街 携帯キャリア等 ホテルグランドパーク小樽 ロビー・フロント          | レストラン街                        | 食の街・飲食街                                                                            |
| B1階   | 地下駐車場                               | 地下駐車場                               | 地下駐車場                                                                 | 地下駐車場                          | 地下駐車場                                                                                |

### 主なテナント
ウイングベイ小樽の出店テナント全店の一覧詳細情報は公式サイト「専門店」「フロアマップ」を、営業時間の詳細は公式サイト「主な営業時間と電話番号」を参照。

### 1番街

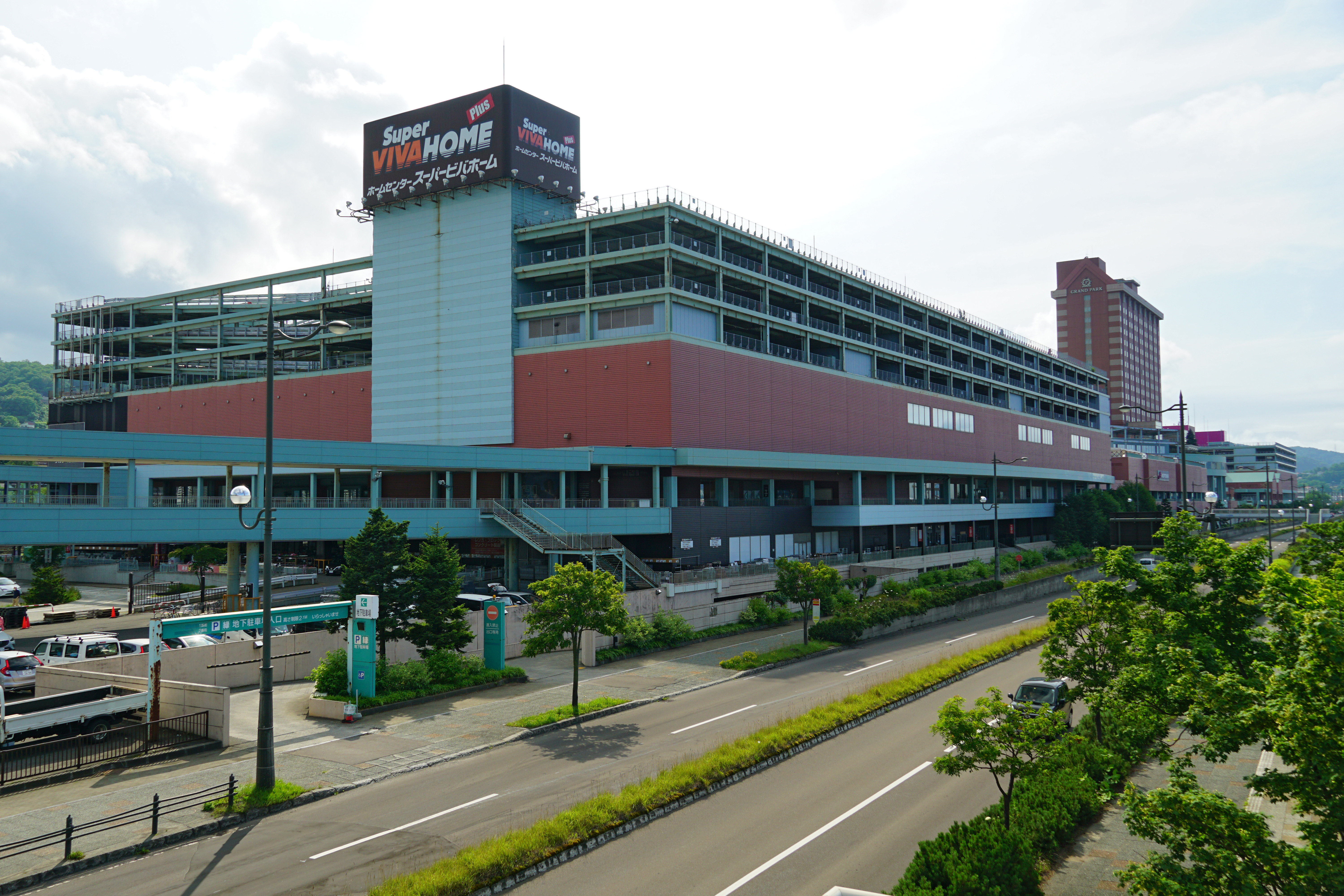
1番街

- 1階 スーパービバホーム（ホームセンター）
- 2階 ファッション・雑貨、フードコート
  - ハニーズ（レディス）
  - 小樽・きたしりべしスキー＆アドベンチャーセンター
  - ノーザンパシフィック/ノースライドプラス
  - ヴィレッジヴァンガード（雑貨・書籍）
  - 無印良品（雑貨・衣料）
  - ラクサナ（レディス）
  - ナナイロ（パワーストーン）
  - りさ整骨院（整骨院）
  - スペーススペースラフィネ（リラクゼーション）
  - スタジオ・アン
  - 富士メガネ（メガネ・補聴器）
  - 京都きもの館（着物・レンタル）
- フードコート内
  - 持ち帰り寿司魚一心（テイクアウト寿司）
  - 小樽なると屋（若鶏半身揚げ）
  - モスバーガー（ハンバーガー）
  - MOMO(クレープ)
- 3階 ファッション
  - しまむら（ファミリー）
  - アベイル（カジュアル）
  - バースデイ（ベビー・子供用品）
  - カッセ（ライフスタイル雑貨）
  - セカンドストリート（リユース）
  - ナムコあそびパーク（アミューズメント）
- 4階 小樽市保健所
  - こども未来部
  - 小樽市医師会
  - 勤労女性センター
  - 総合福祉センター
  - 総連合町会

### 2番街
- 1階 スーパービバホーム（ホームセンター）
- 2階 ファッション・雑貨
  - ABCマート（靴）
  - ミツウマストア（靴）
  - ジュリエ（レディス）
  - HADO ARENA HUNTER'S（ARスポーツ）
  - スウィートハウスこころ（クレープ）
  - AOKI（メンズ・レディス・フォーマル）
- 3階 ニトリ（家具・インテリア）
- 4階 イオンシネマ小樽（シネコン）

| スクリーンNo. | 座席数 | 車椅子用スペース | 備考        |
| ------------- | ------ | ---------------- | ----------- |
| 1             | 201    | 2                |             |
| 2             | 122    | 2                |             |
| 3             | 205    | 2                |             |
| 4             | 233    | 2                | 3D対応      |
| 5             | 111    | 2                |             |
| 6             | 165    | 2                | 3D対応      |
| 7             | 480    | 3                | THX・3D対応 |

### 3番街

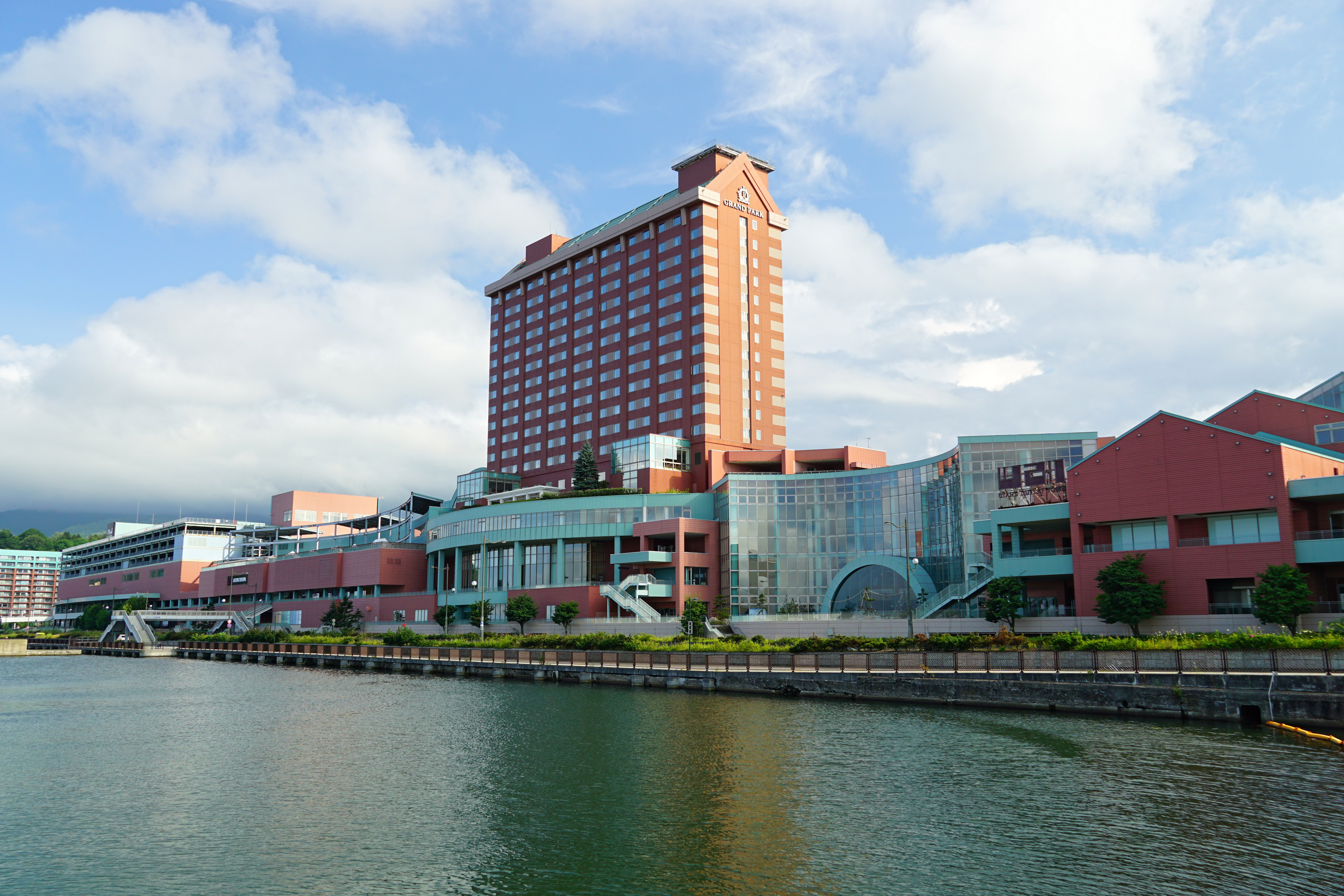
3番街

- 1階 専門店街、ホテルグランドパーク小樽ロビー・フロント
  - ドコモショップ、auショップ、ソフトバンクショップ（携帯ショップ）
- 2階 専門店街、ホテルグランドパーク小樽レストラン・バー・ラウンジ・パティセリー
  - ライトオン（ファミリー・カジュアル）
  - メガネサロンルックエクセラアイ（メガネ・サングラス）
- 3階 専門店街
  - ダイソー（100円ショップ）
  - 紳士服の山下・ビッグエムワン（メンズ・レディスフォーマル、オーバーサイズ）
- 4階 スポーツ&スパリゾート小樽ソプラティコ（休業中）
- 5階〜18階 ホテルグランドパーク小樽 客室

### 5番街
- 1階　レストラン街
  - 鮨処魚一心
  - サーティワンアイスクリーム（アイス）
  - ココカラファイン（薬・生活雑貨・化粧品）
  - カフェ可否茶館（カフェ）
  - 総合インフォメーション
  - ウイングベイ小樽内郵便局
- 2階　レストラン街、アミューズメント
  - 魚一心（回転寿司）
  - そば処おたる茶屋（そば）
  - 板そば真兵衛（そば）
  - ラーメン処小樽坂（ラーメン）
  - 喜久屋書店（書籍）
  - ナムコ（アミューズメント）
- 3階
  - Aiba小樽 / J-PLACE小樽（場外馬券発売所 ）
  - ドリームランド イカロスの城（キッズランド）
  - 市民劇場ヲタル座-サブカル系エンタメライブ『オタCRUZ』や演劇、舞踊などに使われている。一般貸出も行っている。
  - 土屋ホームトピア（リフォームショールーム）
- 4階
  - オタルボウル（ボウリング）
  - 小樽ベイシティ開発オフィス

### 6番街 イオン
- 1階 食の街・飲食街
  - メガネのプリンス（メガネ）
  - マクドナルド（ファストフード）
  - チャンスセンター（宝くじ）
- 2階 婦人の街
  - コムサイズム（ファミリー）
  - アスビーファム（靴）
  - キャンドゥ（100円ショップ）
- 3階 子供の街
  - 赤ちゃん休憩室
  - エーアーベー＆ミキハウス、ロックイン（子供服）
  - 子どもの遊び場
  - マリンベルwithだがし夢や（ファンシー雑貨・駄菓子）
  - ヤマダデンキ テックランド（家電）
- 4階 閉鎖中

※テナント情報は2025年4月時点。
イオン小樽の出店テナント全店の一覧詳細情報は公式サイト「フロアマップ」を、営業時間およびATMを設置している金融機関の詳細は公式サイトを参照。

## 過去の施設やテナント

### 撤退したテナント
- 小樽ビブレ（1番街、2002年8月閉店）
- 小樽サティ （6番街、2002年5月にポスフール小樽店へ転換した。現在のイオン小樽店）
- 石原プロワールド・西部警察（2001年2月10日閉鎖）
- 観光名所小樽よしもと（2004年7月閉鎖）[36]
- 小樽超魔術館（2006年1月閉鎖）[36] 小樽よしもとの後継テナントであった。
- メガアウトレットおたる（1番街4階、2005〜2006年8月）[37]
- スイートデコレーション小樽店（2番街3階、2008年閉鎖）
- ベスト電器（2000年〜2010年8月閉鎖）[38]
- レストラン街「海のルネッサンス」[38]
- フライツァイト小樽→コナミスポーツクラブ小樽（3番街4階、現在はスポーツ＆スパリゾート小樽ソプラティコ）

### 過去のアトラクション
- 大観覧車「レインボークルーザー」（2000年〜2011年）[39] - 三井アウトレットパーク 台中港に移設[40]
- イマジネーションチャンバー（2番街）（～時期不明）- 2番街中央付近の巨大な吹き抜けにあるオブジェ。上部の球体は動く仕組みになっており、吹き抜けの天井に設置されているスポットライトでライトアップされていたが、現在は故障しているため稼働停止している。
- ビックツリー（2000～2007年）- 日高産トドマツによる道内最大級のビッグツリー。クリスマス時期にイルミネーション点灯をしていた。
- ダイナレックス - 全長174mの吹き抜け型ジェットコースターがあった。
- パームボウル

## 交通アクセス
小樽港マリーナ、JR北海道 小樽築港駅そば、国道5号 日本海オロロンライン沿いに位置している。

### 鉄道
- 北海道旅客鉄道（JR北海道）小樽築港駅直結（マリンロード利用、徒歩約1分）

### バス
- 北海道中央バス
  - 「ウイングベイ小樽」「グランドパーク小樽」「ぱるて築港」「小樽港マリーナ」バス停降車すぐ
  - 「小樽築港駅」バス停徒歩3分（マリンロード利用）

### 自動車
- 札樽自動車道小樽ICから右折してすぐ
- 札幌から国道5号経由し自家用車で約45分

## 近隣施設
- 小樽港マリーナ
- JR北海道 小樽築港駅（函館本線・山線）
- 小樽市消防本部 小樽市消防署